# Philip Howard
Philip Howard (Arundel House, Londres, 21 de setembro de 1629 - Roma, 17 de junho de 1694) foi um cardeal do século XVII

## Biografia
Nasceu em Arundel House, Londres em 21 de setembro de 1629. Também conhecido como o Cardeal de Norfolk, ele era o terceiro filho de Henry Frederick Howard, terceiro conde de Arundel e Surrey, chefe da Casa de Norfolk, e Elizabeth, filha de Esmé Stuart, duque de Lennox. Ele era parente do rei da Inglaterra. Seu bisavô, Philip Howard, morreu na Torre de Londres em 1595 e foi canonizado pelo Papa Paulo VI em 1970. Outro membro da família promovido ao cardinalato foi Edward Henry Howard (1877).
Companheiro plebeu no St. John's College, Cambridge, por um breve período. Entrou na Ordem dos Pregadores (Dominicanos), Cremona, 28 de junho de 1645; tomou o nome de Thomas; completou o noviciado com os Oratorianos de Roma; professou na basílica de S. Clemente, Roma, 19 de outubro de 1646..
Ordenado em 1652, Rennes, França. Retornou à Inglaterra em 1655. Fundou o convento dominicano de Bornhem, Flandres, com um colégio para jovens ingleses anexado a ele; primeiro prior e mestre de noviços. Ele também fundou em Vilvorde um convento de freiras da Segunda Ordem de São Domingos, agora em Carisbrooke. Quando Oliver Cromwell morreu, ele atuou como mensageiro secreto do príncipe Charles Stuart, futuro rei Charles II. Após a Restauração, participou ativamente nas negociações para o casamento do rei e da princesa Caterina de Bragança. Um dos poucos que compareceram ao casamento real, segundo o rito católico, celebrado em particular em Winchester. Nomeado capelão da rainha, residente na corte. Grande esmola da rainha com residência no Palácio de Whitehall, 1665..
Eleito bispo titular de Elenópolis, em 16 de maio de 1672. Concedeu o exercício das faculdades episcopais na Inglaterra, em 17 de maio de 1672. A pressão protestante obrigou-o a deixar a Inglaterra e residir no priorado dominicano de Flandres, em 1674..
Criado cardeal sacerdote no consistório de 27 de maio de 1675; recebeu o gorro vermelho e o título de S. Cecília, em 23 de março de 1676. Participou do conclave de 1676, que elegeu o Papa Inocêncio XI. Optou pelo título de S. Maria sopra Minerva, em 25 de setembro de 1679. Camerlengo do Sagrado Colégio dos Cardeais, em 24 de janeiro de 1689. Participou do conclave de 1689, que elegeu o Papa Alexandre VIII. Arcipreste da basílica patriarcal da Libéria, Roma, 1689. Participou do conclave de 1691, que elegeu o Papa Inocêncio XII..
Morreu em Roma em 17 de junho de 1694, 6h30, no priorado dominicano de S. Sabina, Roma. Exposto na igreja de S. Maria sopra Minerva, Roma, onde se realizou o funeral, e sepultado à tarde, no coro dessa mesma igreja. Os executores de seu testamento foram o cardeal Paluzzo Paluzzi Altieri degli Albertoni, Francesco Nerli, seniore , Galeazzo Marescotti e Fabrizio Spada. Um monumento de mármore branco com as armas dos Howards homenageia sua memória e é objeto de interesse dos ingleses que visitam Roma..